# 東華三院主席列表
東華三院主席為該院董事局的首長，本列表列出歷屆主席芳名：
| - 歲次己巳（一八六九年）梁雲漢（鶴巢） - 歲次庚午（一八七〇年）梁雲漢（鶴巢） - 歲次辛未（一八七一年）梁雲漢（鶴巢） - 歲次壬申（一八七二年）莫仕揚（彥臣） - 歲次癸酉（一八七三年）招成林（雨田） - 歲次甲戌（一八七四年）馮錫光（謙山） - 歲次乙亥（一八七五年）吳子英（竹脩） - 歲次丙子（一八七六年）羅光朝（籲門） - 歲次丁丑（一八七七年）梁雲漢（鶴巢） - 歲次戊寅（一八七八年）莫仕揚（彥臣） - 歲次己卯（一八七九年）招成林（雨田） - 歲次庚辰（一八八〇年）曹應達（雨亭） - 歲次辛巳（一八八一年）葉長華（竹溪） - 歲次壬午（一八八二年）何獻墀（崑山） - 歲次癸未（一八八三年）李萬清（逸樓） - 歲次甲申（一八八四年）盧紹勳（佐臣） - 歲次乙酉（一八八五年）關學經（愷川） - 歲次丙戌（一八八六年）黃達權（平甫） - 歲次丁亥（一八八七年）韋廷俊（寶珊） - 歲次戊子（一八八八年）黃羽儀（翼賓） - 歲次己丑（一八八九年）招成林（雨田） - 歲次庚寅（一八九〇年）陳汝楨（作屏） - 歲次辛卯（一八九一年）朱文田（涉川） - 歲次壬辰（一八九二年）高學能（舜琴） - 歲次癸巳（一八九三年）劉國祥（渭川） - 歲次甲午（一八九四年）盧文瑞（芝田） - 歲次乙未（一八九五年）古廷光（輝山） - 歲次丙申（一八九六年）羅冠英（子聰） - 歲次丁酉（一八九七年）陳興讓（介泉） - 歲次戊戌（一八九八年）何啟東（曉生） - 歲次己亥（一八九九年）盧殿魁（冠廷） - 歲次庚子（一九〇〇年）阮廷鋆（荔擥） - 歲次辛丑（一九〇一年）陳炳章（紫垣） - 歲次壬寅（一九〇二年）鄧廷芳（蘭谷） - 歲次癸卯（一九〇三年）周文輝（少岐） - 歲次甲辰（一九〇四年）梁龍章（培之） - 歲次乙巳（一九〇五年）鄧景雲（志昴） - 歲次丙午（一九〇六年）何啟棠（棣生） - 歲次丁未（一九〇七年）譚 翹（鶴波） - 歲次戊申（一九〇八年）冼德芬 - 歲次己酉（一九〇九年）劉鶴齡（鑄伯） - 歲次庚戌（一九一〇年）陳啟明（寅賓） - 歲次辛亥（一九一一年）劉嵩年（漁訪） - 歲次壬子（一九一二年）劉嵩年（漁訪） - 歲次癸丑（一九一三年）袁金華（英山） - 歲次甲寅（一九一四年）周文輝（少岐） - 歲次乙卯（一九一五年）羅世基（長肇） - 歲次丙辰（一九一六年）余 芝（敬舒） - 歲次丁巳（一九一七年）黃碧荃 - 歲次戊午（一九一八年）唐溢川 - 歲次己未（一九一九年）何世光 - 歲次庚申（一九二〇年）李賢耀（榮光） - 歲次辛酉（一九二一年）李鴻材（亦梅） - 歲次壬戌（一九二二年）盧德賢（頌舉） - 歲次癸亥（一九二三年）黃壽膺（屏蓀） - 歲次甲子（一九二四年）馬持隆（堅伯） - 歲次乙丑（一九二五年）馬敍朝 - 歲次丙寅（一九二六年）譚煥堂 - 歲次丁卯（一九二七年）李海東 - 歲次戊辰（一九二八年）鄧肇堅 - 歲次己巳（一九二九年）羅文錦 - 歲次庚午（一九三〇年）梁弼予 - 歲次辛未（一九三一年）顏成坤 - 歲次壬申（一九三二年）陳廉伯 - 歲次癸酉（一九三三年）潘曉初 - 歲次甲戌（一九三四年）劉平齋 - 歲次乙亥（一九三五年）冼秉熹 - 歲次丙子（一九三六年）盧榮傑 - 歲次丁丑（一九三七年）周兆五 - 歲次戊寅（一九三八年）周兆五 - 歲次己卯（一九三九年）周兆五 - 歲次庚辰（一九四〇年）李耀祥 - 歲次辛巳（一九四一年）馮子英 - 歲次壬午（一九四二年）馮子英 - 歲次癸未（一九四三年）李忠甫 - 歲次甲申（一九四四年）何品楷 - 歲次乙酉（一九四五年）翁世晃 - 歲次丙戌（一九四六年）翁世晃 | - 歲次丁亥（一九四七年）徐季良 - 歲次戊子（一九四八年）林厚德 - 歲次己丑（一九四九年）周湛光 - 歲次庚寅（一九五〇年）馬錦燦 - 歲次辛卯（一九五一年）馬錦燦 - 歲次壬辰（一九五二年）李應生 - 歲次癸巳（一九五三年）馮漢柱 - 歲次甲午（一九五四年）胡兆熾 - 歲次乙未（一九五五年）馮錦聰 - 歲次丙申（一九五六年）龍炳棠 - 歲次丁酉（一九五七年）王澤森 - 歲次戊戌（一九五八年）張鎮漢 - 歲次己亥（一九五九年）王澤流 - 歲次庚子（一九六〇年）張玉麟 - 歲次辛丑（一九六一年）余禮國 - 歲次壬寅（一九六二年）鍾錦泉 - 歲次癸卯（一九六三年）曾 正 - 歲次甲辰（一九六四年）何世柱 - 歲次乙巳（一九六五年）林繼振 - 歲次丙午（一九六六年）孫秉樞 - 歲次丁未（一九六七年）廖烈武 - 歲次戊申（一九六八年）葉榮昌 - 歲次己酉（一九六九年）黎時煖 - 歲次庚戌（一九七〇年）李東海 - 歲次辛亥（一九七一年）黃乾亨 - 歲次壬子（一九七二年）簡日淦 - 歲次癸丑（一九七三年）雷治強 - 歲次甲寅（一九七四年）高國元 - 歲次乙卯（一九七五年）江永安 - 歲次丙辰（一九七六年）湛海生 - 歲次丁巳（一九七七年）張威臣 - 歲次戊午（一九七八年）馬清偉 - 歲次己未（一九七九年）邱木城 - 歲次庚申（一九八〇年）姚中立 - 歲次辛酉（一九八一年）呂志和 - 歲次壬戌（一九八二年）馬墉傑 - 歲次癸亥（一九八三年）梁仲清 - 歲次甲子（一九八四年）莫華釗 - 歲次乙丑（一九八五年）朱飛龍 - 歲次丙寅（一九八六年）詹金源 - 歲次丁卯（一九八七年）劉寶詠琴 - 歲次戊辰（一九八八年）余嘯天 - 歲次己巳（一九八九年）黎國榮 - 歲次庚午（一九九〇年）李振強 - 歲次辛未（一九九一年）徐展堂 - 歲次壬申（一九九二年）陳聖澤 - 歲次癸酉（一九九三年）黃士心 - 歲次甲戌（一九九四年）關蕭麗君 - 歲次乙亥（一九九五年）呂博碩 - 歲次丙子（一九九六年）呂禮章 - 歲次丁丑（一九九七年）吳彭年 - 歲次戊寅（一九九八年）張中弼 - 歲次己卯（一九九九年） - 歲次庚辰（二〇〇〇年）王忠桐 - 歲次辛巳（二〇〇一年）周振基 - 歲次壬午（二〇〇二年）馬鴻銘 - 歲次癸未（二〇〇三年）楊超成 - 歲次甲申（二〇〇四年）陳耀莊 - 歲次乙酉（二〇〇五年）王定一 - 歲次丙戌（二〇〇六年）劉金國 - 歲次丁亥（二〇〇七年）王家龍 - 歲次戊子（二〇〇八年）馬清鏗 - 歲次己丑（二〇〇九年）李三元 - 歲次庚寅（二〇一〇年）梁定宇 - 歲次辛卯（二〇一一年）張佐華 - 歲次壬辰（二〇一二年）陳文綺慧 - 歲次癸巳（二〇一三年）陳婉珍 - 歲次甲午（二〇一四年）施榮恆 - 歲次乙未（二〇一五年）何超蕸 - 歲次丙申（二〇一六年）馬陳家歡 - 歲次丁酉（二〇一七年）李鋈麟 - 歲次戊戌（二〇一八年）王賢誌 - 歲次己亥（二〇一九年）蔡榮星 - 歲次庚子（二〇二〇年）文穎怡 - 歲次辛丑（二〇二一年）譚鎮國 - 歲次壬寅（二〇二二年）馬清揚 - 歲次癸卯（二〇二三年）韋浩文 - 歲次甲辰（二〇二四年）鄧明慧 - 歲次乙巳（二〇二五年）何猷啟 |

## 外部連結
- 東華三院前任主席芳名 （页面存档备份，存于）

1. ↑  . 東華三院.   [2021-04-17]. （原始内容存档于2021-12-09） （中文（臺灣））.